# Саммит
Са́ммит (от англ. summit — вершина, верх) — встреча и переговоры на высшем уровне.
Этот термин, как и многие другие англицизмы новейшего времени, получил широкое употребление с начала перестройки, когда возникла своего рода мода на замену существующих терминов их синонимами — заимствованными словами. До этого использовалось, кроме выражения «встреча на высшем уровне», выражение «встреча в верхах». Теперь же используются, например, выражения «саммит восьмёрки» (встреча на высшем уровне руководителей восьми наиболее влиятельных государств), «саммит Россия — Европейский Союз» (встреча президента России и руководства Евросоюза), «саммит СНГ», «саммит АТЭС» и т. д.